# Governo Adenauer V
Il quinto governo Adenauer è stato il quinto governo della Repubblica Federale Tedesca, in funzione dal 14 dicembre 1962 all'11 ottobre 1963, durante la 4ª legislatura del Bundestag. Il governo, guidato dal cancelliere Konrad Adenauer, era sostenuto da una coalizione "giallo-nera" formata dall'Unione Democratico Cristiana (CDU), dall'Unione cristiano sociale bavarese (CSU) e dal Partito liberaldemocratico (FDP).
La formazione del nuovo governo si era resa necessaria a seguito di un gran rimpasto del quarto governo Adenauer. Il governo Adenauer V durerà meno di un anno, con le dimissioni di Adenauer e la formazione del nuovo governo da parte di Ludwig Erhard.

## Situazione Parlamentare
| Camera    | Collocazione | Partiti                       | Seggi     |
| --------- | ------------ | ----------------------------- | --------- |
| Bundestag | Maggioranza  | CDU (201), CSU (67), FDP (50) | 318 / 521 |
| Bundestag | Opposizione  | SPD (203)                     | 203 / 521 |

## Composizione
| Ministero                                  | Nome | Nome                                  | Partito      |
| ------------------------------------------ | ---- | ------------------------------------- | ------------ |
| Cancelliere federale                       |      | Konrad Adenauer                       | CDU          |
| Esteri                                     |      | Gerhard Schröder                      | CDU          |
| Interni                                    |      | Hermann Höcherl                       | CSU          |
| Giustizia                                  |      | Ewald Bucher                          | FDP          |
| Finanze                                    |      | Rolf Dahlgrün                         | FDP          |
| Economia                                   |      | Ludwig Erhard                         | Indipendente |
| Agricoltura e foreste                      |      | Werner Schwarz                        | CDU          |
| Lavoro e solidarietà sociale               |      | Theodor Blank                         | CDU          |
| Difesa                                     |      | Franz Josef Strauß fino al 09/01/1963 | CSU          |
| Difesa                                     |      | Kai-Uwe von Hassel                    | CDU          |
| Trasporti                                  |      | Hans-Christoph Seebohm                | CDU          |
| Poste e telecomunicazioni                  |      | Richard Stücklen                      | CSU          |
| Alloggi, trasporti, politiche urbanistiche |      | Paul Lücke                            | CDU          |
| Rifugiati di guerra                        |      | Wolfgang Mischnick                    | FDP          |
| Questioni pan-tedesche                     |      | Rainer Barzel                         | CDU          |
| Affari regionali                           |      | Alois Niederalt                       | CSU          |
| Famiglia e gioventù                        |      | Bruno Heck                            | CDU          |
| Ricerca scientifica                        |      | Hans Lenz                             | FDP          |
| Tesoro                                     |      | Werner Dollinger                      | CSU          |
| Cooperazione economica                     |      | Walter Scheel                         | FDP          |
| Sanità                                     |      | Elisabeth Schwarzhaupt                | CDU          |
| Senza portafoglio                          |      | Heinrich Krone                        | CDU          |